# Kraftwerk Freudenau

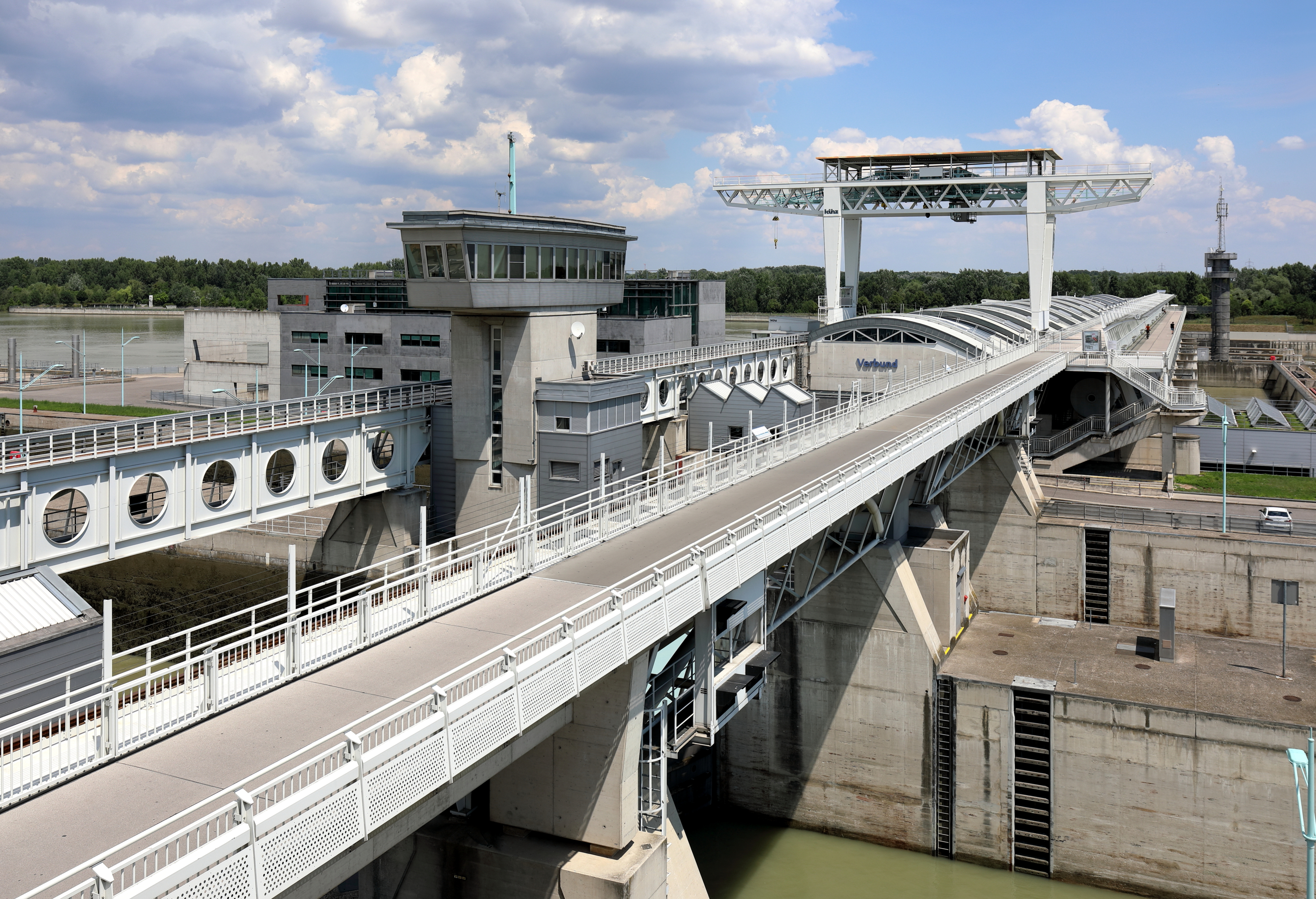
Südwestansicht des Kraftwerkes mit der Fußgängerbrücke und im Vordergrund die Schleusenanlage (2018)

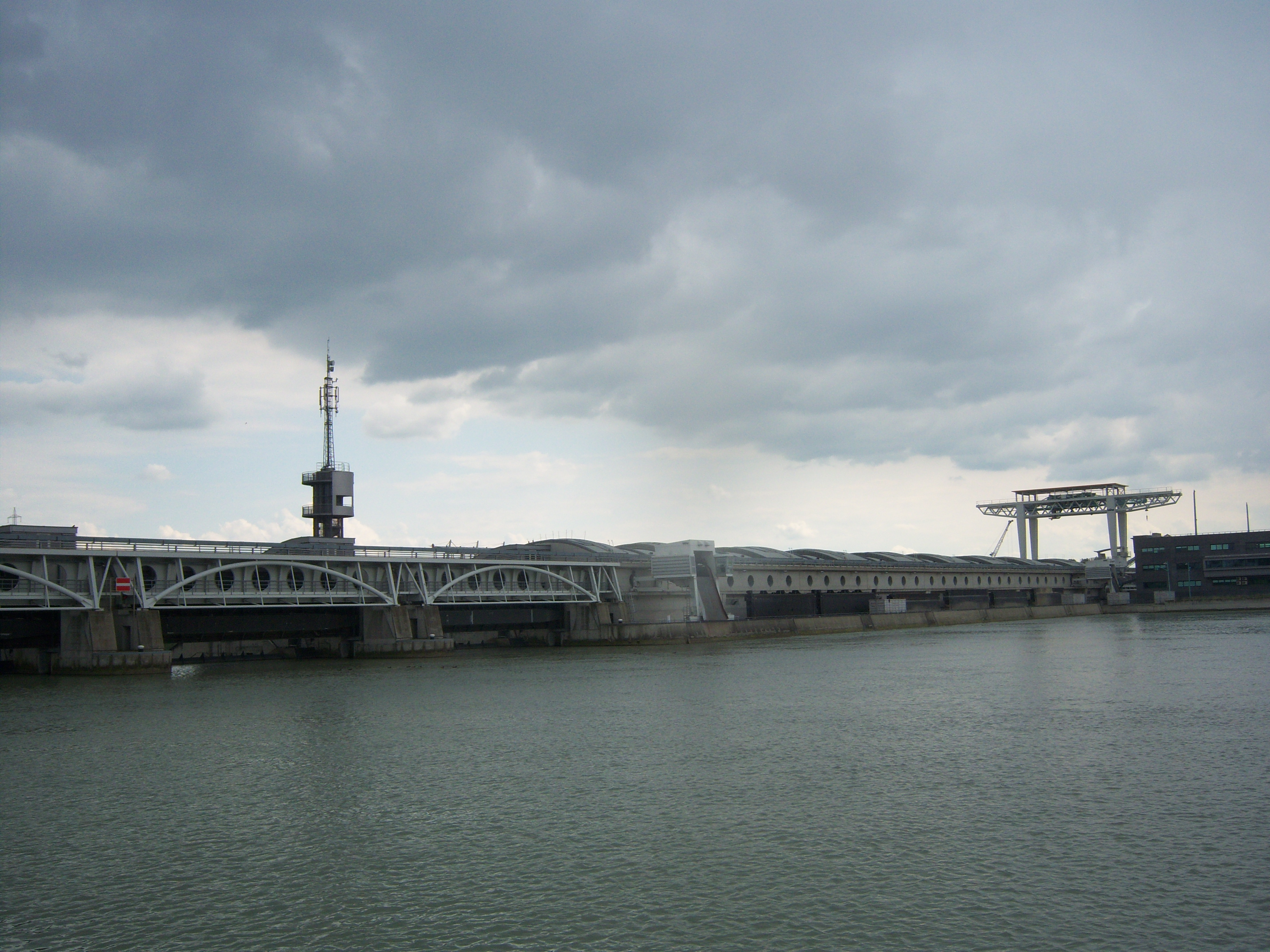
Blick vom Oberwasser auf die Wehrfelder (links) und das Maschinenhaus (rechts)

Das Kraftwerk Freudenau ist ein Laufkraftwerk an der Donau in der österreichischen Hauptstadt Wien und das zehnte und letzte der österreichischen Donaukraftwerke.

## Geschichte
Nachdem sich bei einer der Wiener Volksbefragungen vom 14. und 16. Mai 1991 die Wiener Bevölkerung mit großer Mehrheit für das Kraftwerk ausgesprochen hatte, begann die Österreichische Donaukraftwerke AG 1992 mit dem Bau und stellte es 1998 fertig. Wien Energie besitzt am Kraftwerk Strombezugsrechte in der Höhe von 12,5 Prozent.

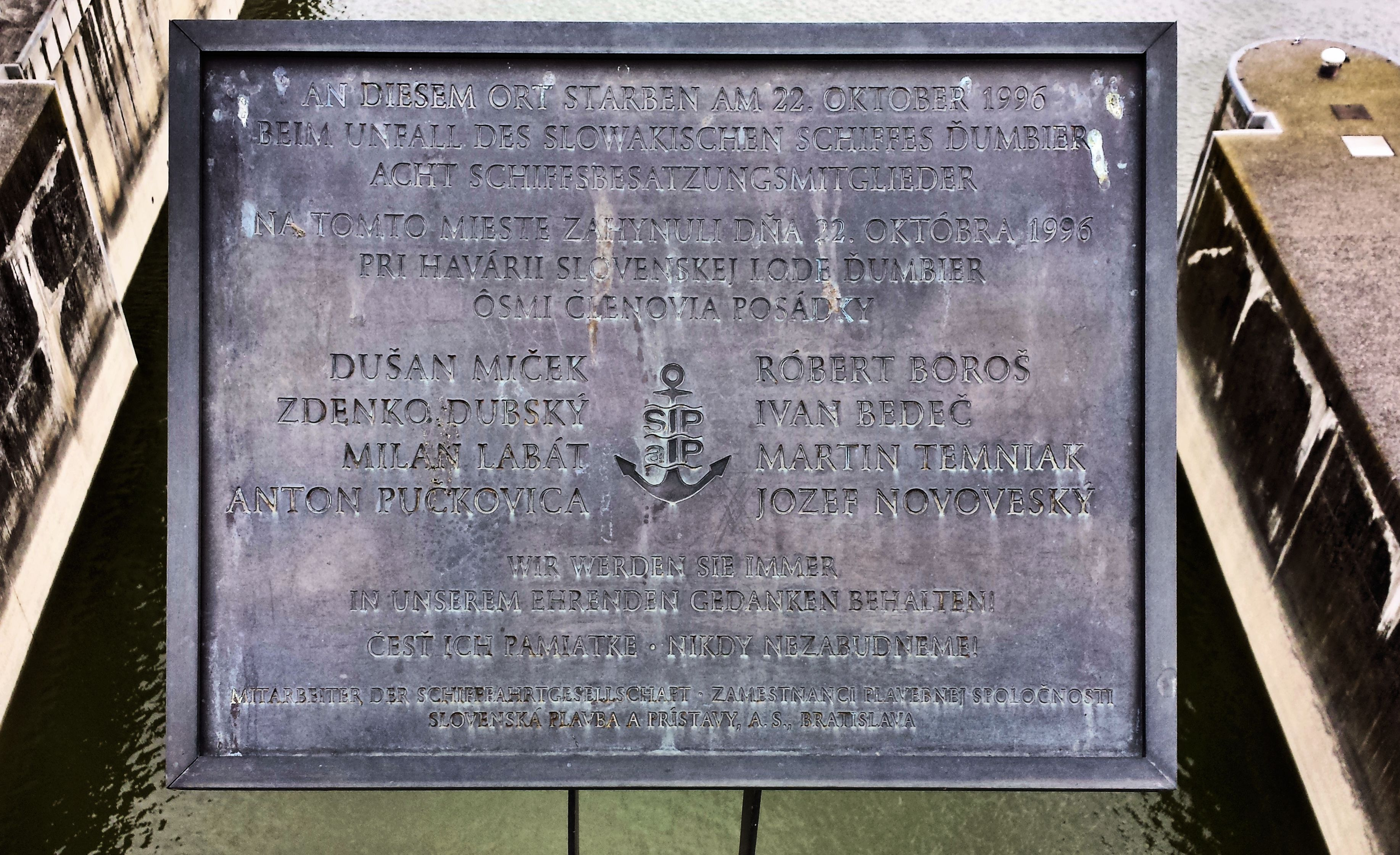
Gedenktafel – Schiffsunglück Dumbier 1996

Am 22. Oktober 1996 kam es bei dem noch in Bau befindlichen Kraftwerk zu einem schweren Schiffsunfall. Bei Hochwasser erreichte das slowakische Schubschiff „Ďumbier“ wegen der starken Strömung die Schleusenöffnung nicht und wurde durch eines der Wehrfelder gedrückt. Acht Matrosen kamen dabei ums Leben, nur einer konnte gerettet werden. Auf der Fußgängerbrücke des Donaukraftwerks Freudenau befindet sich eine zweisprachige Inschriftentafel, welche an den Unfall erinnert.

## Technische Beschreibung
Die in Nassbauweise errichtete Staumauer staut die Donau bei Stromkilometer 1.921,05 auf einer Länge von rund 28 km auf eine Höhe von 8,6 m auf. Der Inhalt des Stauraumes beträgt ca. 55 Millionen m³, das Stauziel liegt auf einer Höhe von 161,35 m ü. A.
Am rechten Ende der Staumauer liegen die beiden Schleusen mit jeweils einer nutzbaren Länge von 275 m und einer nutzbaren Breite von 24 Metern. Das Wehr besteht aus vier Wehrfeldern mit einer Breite von jeweils 24 Meter und befindet sich am linksufrigen Ende der Staumauer.
Das Kraftwerk Freudenau kann von Fußgängern und Radfahrern als Donaubrücke verwendet werden. Gemeinsam mit der Walulisobrücke bildet es einen Übergang für Fußgänger und Radfahrer über Donau und Neue Donau.

### Maschinenhaus
Im Maschinenhaus, das zwischen Schleusen und Wehranlage liegt, erzeugen sechs Maschinensätze elektrische Energie für das öffentliche Stromnetz. Jeder dieser Sätze besteht aus einer Kaplan-Rohrturbine mit einem direkt gekoppelten Drehstromgenerator. Jede der Wasserturbinen hat einen Durchmesser von 7,5 m, eine waagrechte Welle und liegt auf einer Seehöhe von 142 m.
Die Nennleistung der Turbinen beträgt jeweils 30,3 MW, die Nenndrehzahl 65,2 min−1 und der Nenndurchfluss je Turbine 500 m³/s. Die sechs Drehstromgeneratoren haben bei einer Nennspannung von 10,5 kV eine maximale Leistung von je 32 MVA. Insgesamt verfügt das Kraftwerk über eine Engpassleistung von 172 MW. Die Einspeisung erfolgt über drei 110-kV-Kabel in das nahe gelegene Umspannwerk Kaiserebersdorf der Wiener Netze GmbH.
Bei einem Ausbaudurchfluss von 3000 m³/s beträgt das Regelarbeitsvermögen jährlich 1052 GWh. Dies entspricht einer tatsächlichen mittleren Leistung, über ein Jahr gemittelt, von 120 MW und mit Stand 2006 ca. 1,85 % der gesamten in Österreich erzeugten elektrischen Leistung.

## Ökologie
Durch die Wiener Donauregulierung Ende des 19. Jahrhunderts hat sich die Donau immer tiefer in das Flussbett gegraben. Durch den Bau des Staukraftwerkes konnte die Eintiefung gestoppt werden. Die Alte Donau und die Gewässer der Lobau bekommen nach der Errichtung des Stauwerkes wieder ausreichend Wasser. Dadurch wurden jedoch auch die natürlichen Schwankungen des Grundwasserstandes stark verringert, mit den daraus resultierenden ökologischen Problemen.
Um Fischen die Wanderung zu ermöglichen, wurde auf dem Gelände der Donauinsel ein Umgehungsbach errichtet.
Der im Kraftwerk Freudenau erzeugte Strom wurde in Deutschland von der Firma Lichtblick AG als Ökostrom verkauft.

## Stromhaus
Das Stromhaus im Kraftwerk Freudenau wurde als Informationszentrum über Elektrizität im Allgemeinen und die Staustufe Wien im Speziellen konzipiert. Videos, Computerspiele und Modelle veranschaulichen für Kinder und Erwachsene das Thema. Hier ist auch der Ausgangspunkt von Führungen durch das Kraftwerk.

## Panoramabild

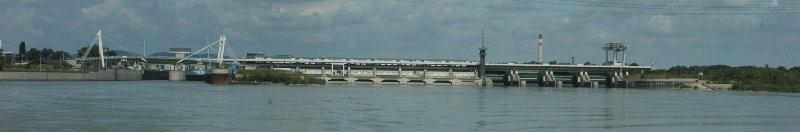
Kraftwerk Freudenau – stromaufwärts betrachtet